# 2e armée régionale (Japon)
La 2e armée régionale (第2方面軍, Dai ni hōmen gun) est une composante de l'armée impériale japonaise durant la Seconde Guerre mondiale.

## Histoire
La 2e armée régionale japonaise est formée le 4 juillet 1942 au sein de l'armée japonaise du Guandong en tant que force de réserve et de garnison destinée à maintenir l'ordre public au Mandchoukouo. Elle est dissoute le 13 juin 1945 et se unités sont assignés dans d'autres forces.

## Commandement

### Commandants
|   | Nom                          | De               | À                |
| - | ---------------------------- | ---------------- | ---------------- |
| 1 | Général Korechika Anami      | 1er juillet 1942 | 26 décembre 1944 |
| 2 | Lieutenant-général Jō Iimura | 26 décembre 1944 | 29 mai 1945      |

### Chef d'état-major
|   | Nom                              | De               | À                |
| - | -------------------------------- | ---------------- | ---------------- |
| 1 | Major-général Kane Yoshihara     | 4 juillet 1942   | 9 novembre 1942  |
| 2 | Major-général Yo Watanabe        | 9 novembre 1942  | 29 octobre 1943  |
| 3 | Lieutenant-général Takazo Numata | 29 octobre 1943  | 26 décembre 1944 |
| 4 | Major-général Ryozo Sakuma       | 26 décembre 1944 | 29 mai 1945      |